# Село Акоре
Село́ Ако́ре (каз. Ақөре ауылы, до 16 июля 2010 года — Ако́ринский се́льский окру́г (каз. Ақөре ауылдық округі), ранее — Кали́нинский сельсове́т) — административная единица в составе Бухар-Жырауского района Карагандинской области Казахстана. Административный центр — село Акоре.

## История
Согласно переписи населения 1989 года существовал как Калининский сельсовет в составе трёх населённых пунктов: Калининское, Рыбинское, Шатан.
Постановлением Пpезидиума Веpховного Совета Республики Казахстан от 7 октябpя 1993 года «Об упоpядочении тpанскрибиpования на pусском языке казахских топонимов, наименовании и пеpеименовании отдельных администpативно-теppитоpиальных единиц Республики Казахстан», сёла Калининское и Рыбинское были переименованы в сёла Акоре и Косшокы соответственно.
Совместным постановлением акимата Карагандинской области от 7 декабря 2007 года № 27/05 и решением III сессии маслихата Карагандинской области от 14 декабря 2007 года № 47 «Об изменениях в административно-территориальном устройстве районов Карагандинской области», населённые пункты Косшокы и Шатан были упразднены и исключены из учётных данных, поселение сёл были включены в состав административного центра сельского округа села Акоре. Совместным постановлением акимата Карагандинской области от 07 июня 2010 года № 16/02 и решением XХV сессии Карагандинского областного маслихата от 17 июня 2010 года № 309 «Об изменениях в административно-территориальном устройстве города Жезказган, Бухар-Жырауского, Нуринского и Шетского районов Карагандинской области», Акоринский сельский округ был ликвидирован с последующем включением территории сельского округа в административное подчинение села Акоре.

## Состав
| № | Населённый пункт | Тип населённого пункта       | Код КАТО  | Географические координаты       | Население, чел. (2021 г.) |
| - | ---------------- | ---------------------------- | --------- | ------------------------------- | ------------------------- |
| 1 | Акоре            | село, административный центр | 354033100 | 50°09′00″ с. ш. 74°34′12″ в. д. | ↘337                      |
| 2 | Косшокы          | село, упразднено             | 354033107 | 50°01′26″ с. ш. 74°34′24″ в. д. | —                         |
| 3 | Шатан            | село, упразднено             | 354033113 | 50°05′36″ с. ш. 74°43′22″ в. д. | —                         |

## Население
| Численность населения | Численность населения | Численность населения | Численность населения |
| 1989                  | 1999                  | 2009                  | 2021                  |
| --------------------- | --------------------- | --------------------- | --------------------- |
| 1424                  | ↘1079                 | ↘519                  | ↘337                  |